# Catedral del Sagrado Corazón (Chiang Mai)
La Catedral del Sagrado Corazón o simplemente Catedral de Chiang Mai (en tailandés:  อาสนวิหารพระหฤทัย) es el nombre que recibe un edificio religioso afiliado a la Iglesia Católica que se encuentra ubicado en la localidad de Chiang Mai, en la provincia del mismo nombre al noroeste del país asiático de Tailandia.
La iglesia actual, es el tercer templo que sirve como la catedral de la diócesis, y fue inaugurado el 30 de octubre de 1999. La primera iglesia dedicada al Sagrado Corazón fue construida en 1931. Poco antes de la elevación al estatus de diócesis, una nueva y más grande iglesia fue inaugurada el 28 de febrero de 1965.
El Colegio del Sagrado Corazón y una guardería rodean el edificio de la iglesia, siendo añadidos en 1932. El templo sigue el rito romano o latino y es la iglesia principal de la diócesis de Chiang Mai (Dioecesis Chiangmaiensis สังฆมณฑลเชียงใหม่) que fue elevada a su actual condición en 1965 mediante la bula "Qui in fastigio" del papa Pablo VI.

## Referencias

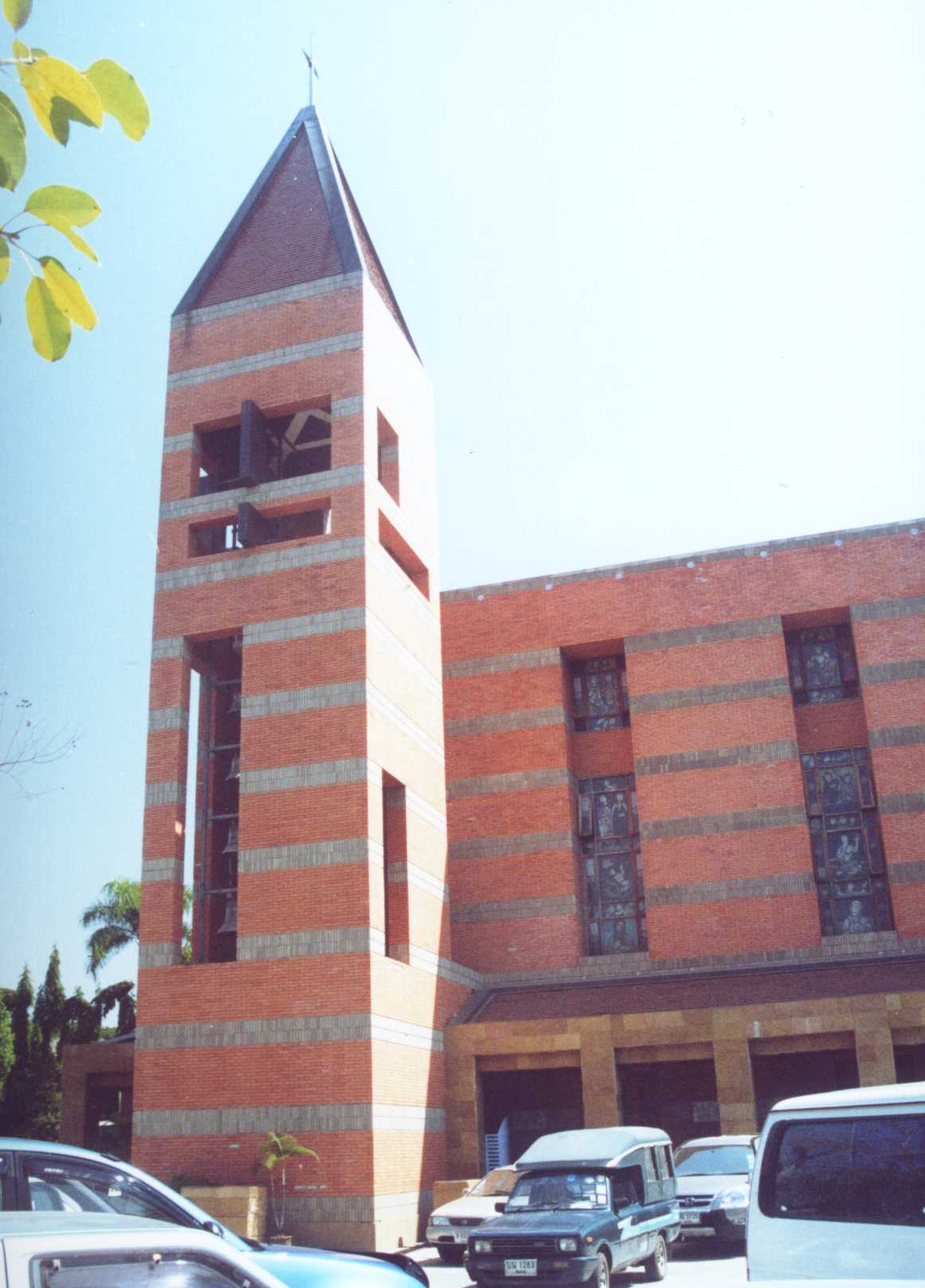
Vista de la torre